# Leap Year (2010)
Leap Year (bra: Casa Comigo?; prt: Tinhas Mesmo que Ser Tu...) é um filme de comédia romântica estadunidense de 2010 dirigido por Anand Tucker, estrelado por Amy Adams e Matthew Goode. O filme é sobre uma mulher que se dirige para a Irlanda para pedir seu namorado em aceitar sua proposta de casamento no dia bissexto, quando a tradição irlandesa diz que os homens não podem recusar-se a proposta de uma mulher para o casamento. Seus planos são interrompidos por uma série de eventos cada vez mais improváveis e são ainda mais complicados quando ela contrata um estalajadeiro bonito para levá-la para seu namorado em Dublin.

## Elenco
- Amy Adams como Anna Brady
- Matthew Goode como Declan O'Callaghan
- Adam Scott como Jeremy Sloane
- John Lithgow como Jack Brady
- Kaitlin Olson como Libby
- Noel O'Donovan como Seamus
- Tony Rohr como Frank
- Pat Laffan como Donal
- Alan Devlin como Joe
- Ian McElhinney como Priest
- Peter O'Meara como Ron

## Trilha sonora
- The Colonials - I’ll Tell My Ma (com Candice Gordon)
- The Colonials - The Irish Rover (com Candice Gordon)
- Nat ‘King’ Cole - More and More Of Your Amor
- Eulogies - Day To Day
- The Brombies - Waltz With Anna
- Dessie O’Halloran/Sharon Shannon - Patsy Fagan
- Flogging Molly - Within A Mile of Home
- The Brombies - Buffalo Gals
- The Brombies - A Pint For Breakfast
- The Brombies - Leaping Lizards
- Lemon Jelly - The Staunton Lick
- The Mamas and The Papas - Dream A Little Dream Of Me (com Cass Elliott)
- Gwyneth Herbert - Only Love Can Break Your Heart
- Noisettes - Never Forget You
- Colbie Caillat - You Got Me
- Kelly Clarkson -  I Want You

## Produção

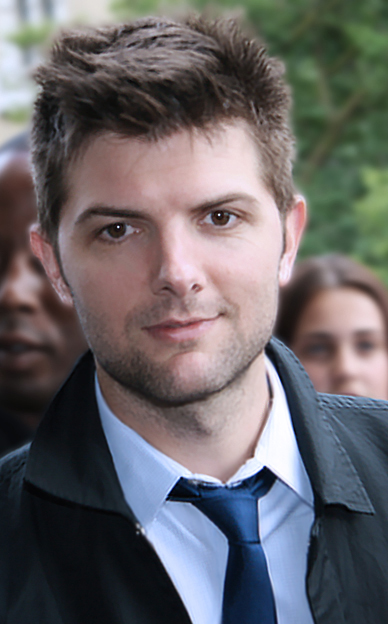
⠀⠀⠀⠀⠀⠀

Em 17 de outubro de 2008, foi anunciado que Amy Adams estrelaria no filme. Então em 23 de novembro do mesmo ano, Anand Tucker se dispôs a dirigir o filme, com Simon Beaufoy, Harry Elfont e Deborah Kaplan trabalhando no roteiro. Em 12 de fevereiro de 2009, foi anunciado que Matthew Goode faria o papel do hoteleiro cínico. Em 18 de março, foi anunciado que Adam Scott fará o papel do interesse amoroso de Adams.. Kaitlin Olson também se juntou ao elenco como a irmã mais velha de Amy.
O filme foi filmado em Wicklow, Dublin, e Galway, Irlanda. Ele também foi filmado em volta das Ilhas de Aran, Connemara, Temple Bar, Georgian Dublin, e do Parque nacional de Wicklow. Em 19 de outubro, anunciaram que Randy Edelman foi selecionado para fazer a música do filme. Isso foi uma surpresa, já que Tucker havia usado Barrington Pheloung para Box Office Mojo e seus filmes anteriores, Hilary & Jackie, Alvin e os Esquillos 2, Daybreakers, Sherlock Holmes, Avatar, It's Complicated e When Did You Last See Your Father?
No final dos créditos, pode se ver a seguinte frase: Agradecimento Especial para Louis Vuitton Malletier. Agradecimento este que foi feito porque no filme inteiro, Anna tem uma mala que ela diz ser uma Louis Vuitton, e que Declan pensa que é porque ela deu nome à mala.

## Recepção

### Bilheteria
O filme estreou na bilheteria americana no número 6, com um modesto US$ 9 202 815, atrás de blockbusters Avatar, Sherlock Holmes, Alvin and the Chipmunks: The Squeakquel, bem como Daybreakers e It's Complicated. Final bruto do filme de US$ 25 918 920 nos Estados Unidos contra um orçamento de produção de US$ 19 milhões. Além disso, o filme ganhou US$ 6 767 580 nos mercados internacionais, para um bruto mundial final de US$ 32 686 500.